# (19149) Boccace
(19149) Boccace, désignation internationale (19149) Boccaccio, est un astéroïde de la ceinture principale.

## Description
(19149) Boccace est un astéroïde de la ceinture principale. Il fut découvert par Eric Walter Elst le 2 mars 1990 à l'ESO. Il présente une orbite caractérisée par un demi-grand axe de 3,38 UA, une excentricité de 0,075 et une inclinaison de 6,73° par rapport à l'écliptique.
Il fut nommé en hommage à Boccace (1313-1375), poète, écrivain et essayiste italien.

## Compléments